# Lubin (powiat kamieński)
Lubin (niem. Lebbin) – wieś w Polsce położona nad Zalewem Szczecińskim w województwie zachodniopomorskim, w powiecie kamieńskim, w gminie Międzyzdroje, na wyspie Wolin. 

## Etymologia
Nazwa Lubin pochodzi z dużym prawdopodobieństwem od nazwy osobowej Luba bądź Łuba.

## Historia
Na terenie współczesnego Lubina w VIII w. p.n.e. funkcjonowała osada kultury łużyckiej. 
Pierwsze wzmianki o miejscowości pojawiają się w żywotach biskupa Ottona z Bambergu z połowy XII w., co czyni Lubin jedną z najstarszych opisanych w średniowiecznych podaniach osad na Pomorzu Zachodnim. W 2009 w wyniku prac prowadzonych przez naukowców z Polskiej Akademii Nauk i studentów archeologii Uniwersytetu Szczecińskiego odkryto kamienne fundamenty jednej z najstarszych budowli chrześcijańskich na Pomorzu zbudowanej podczas pierwszej misji chrystianizacyjnej św. Ottona w 1124. Olbrzymie grodzisko, kontrolujące szlak handlowy przy ujściu Świny do morza i będące kasztelanią, zostało zniszczone w 1173 przez wojska króla duńskiego Waldemara I. Kościół przetrwał to wydarzenie i był wzmiankowany w XIV wieku. 
Z dokumentu z 1186 roku wynika, że książę Bogusław I nadał diecezji pomorskiej świeżo przeniesionego do Kamienia biskupstwa niemal całą zachodnią część wyspy Wolin, wraz z kościołem w Lubinie i grodem, który wcześniej zbudował tam jego zmarły brat Kazimierz. Z dokumentu tego dowiadujemy się, że kościół był poświęcony św. Mikołajowi, patronowi żeglarzy.
Gród (castrum) miał charakter słowiańskiego grodziska. Podobnie jak kościół, usytuowany był na dominującym wzniesieniu, nad stromym urwiskiem przypominającym klif w Arkonie na Rugii. Do dziś jego obwałowania są wyraźnie widoczne na szczycie tzw. „Schneiderberg”. Średniowieczny kościół znajdował się wewnątrz tego wału.
Po II wojnie światowej, w latach 1946–1998 miejscowość należała administracyjnie do województwa szczecińskiego. Początkowo Lubin utworzył gromadę w gminie Dargobądz. Wraz z reformą administracyjną znoszącą gminy (jesienią 1954), Lubin włączono do nowo utworzonej gromady Dargobądz. 1 stycznia 1973 Lubin znalazł się w granicach miasta Świnoujście. 15 marca 1984 wieś wyłączono ze Świnoujścia, po czym weszła ona w skład nowo utworzonej gminy Międzyzdroje.
We wsi znajduje się placówka opiekuńczo-wychowawcza. Swoją siedzibą ma tu również ochotnicza straż pożarna.

## Atrakcje
We wsi znajduje się neogotycki, ceglany kościół parafialny z 1861, przy którym rośnie pomnik przyrody, lipa „Babka Proszalna” o obwodzie pnia 750 cm. Nad klifem znajduje się punkt widokowy zlokalizowany na terenach średniowiecznego grodziska, które w przeszłości pełniło funkcję latarni morskiej dla statków żeglujących po Świnie i Zalewie Szczecińskim, tzw. „Grodzisko Lubin”.

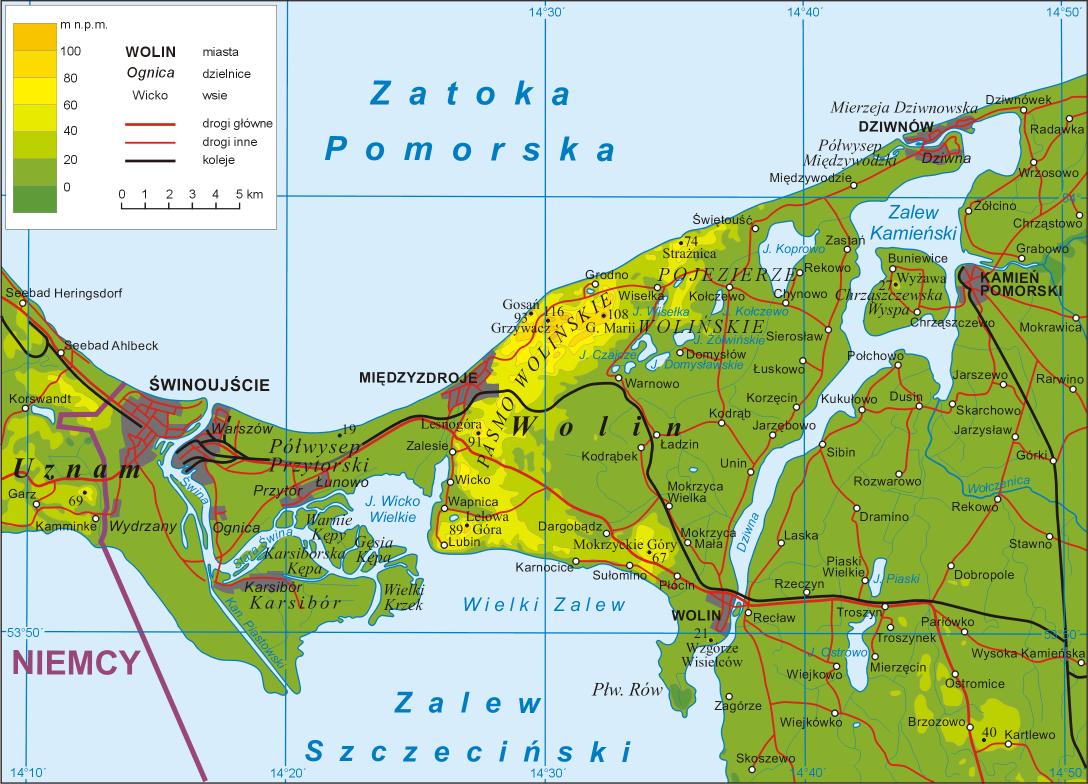
Mapa wyspy Wolin z zaznaczonym Lubinem
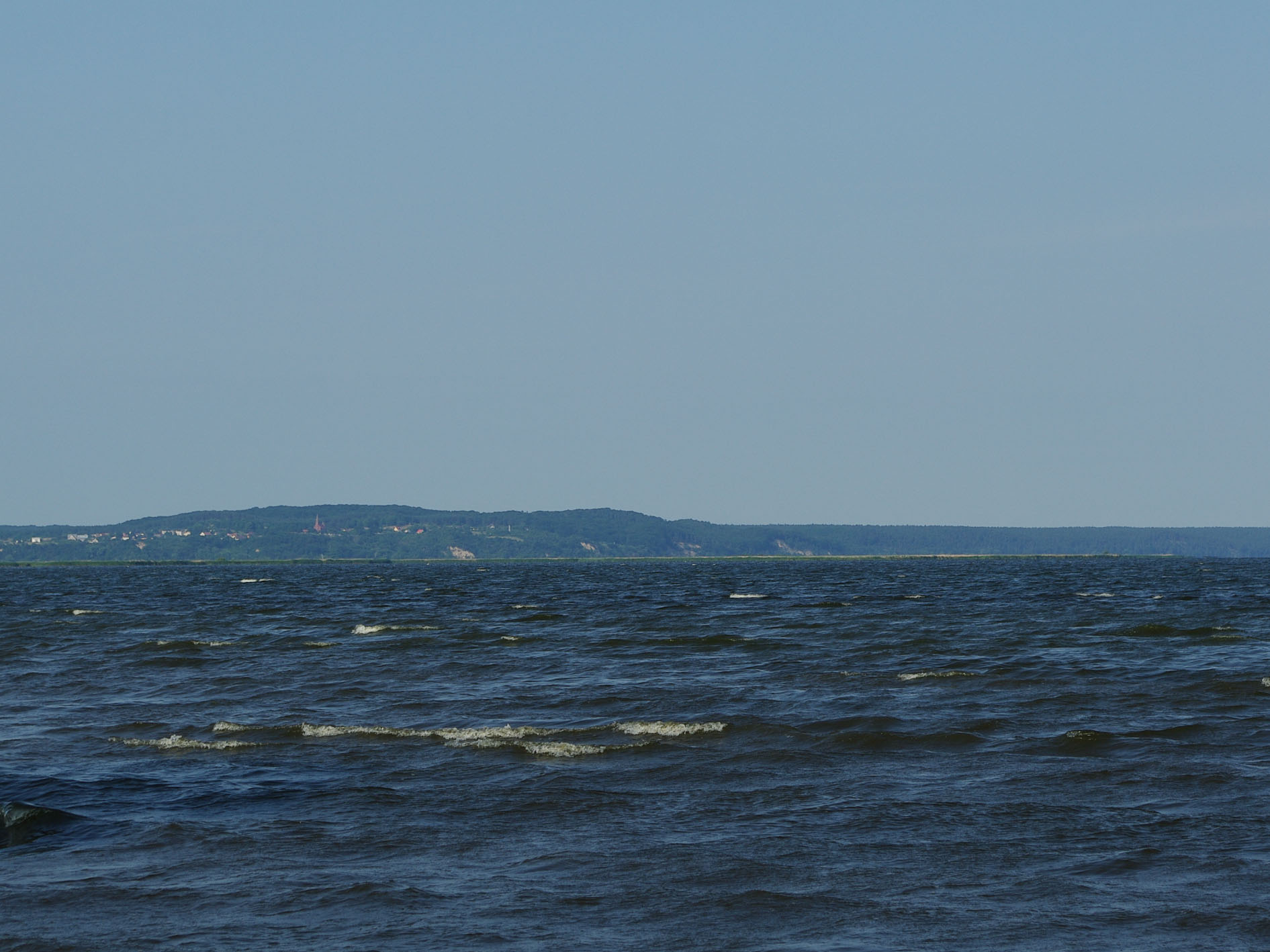
Lubin oraz Pagórki Lubińsko-Wapnickie widziane z wyspy Karsibór
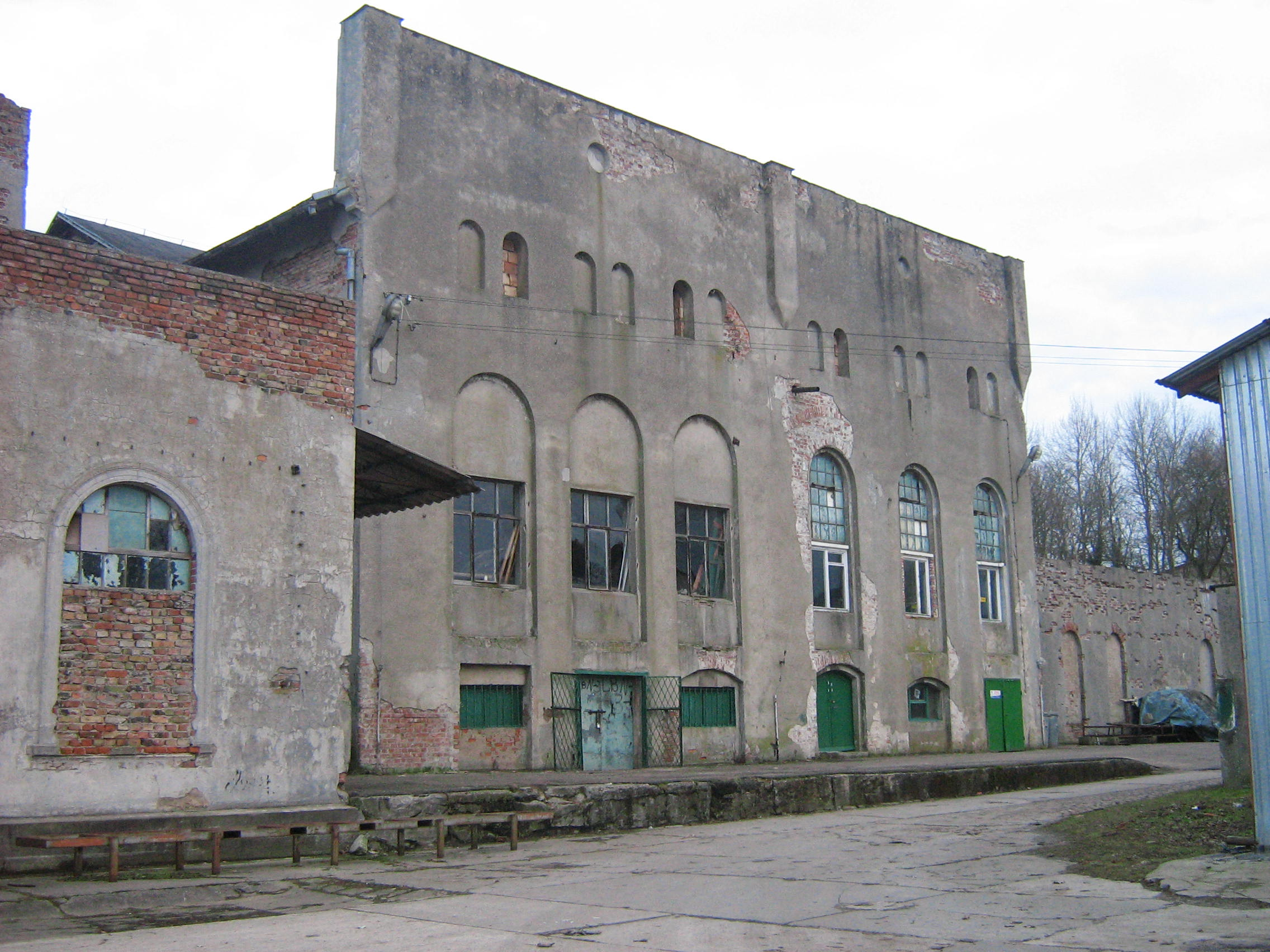
Biurowce cementowni Lebbin w obecnym porcie rybackim
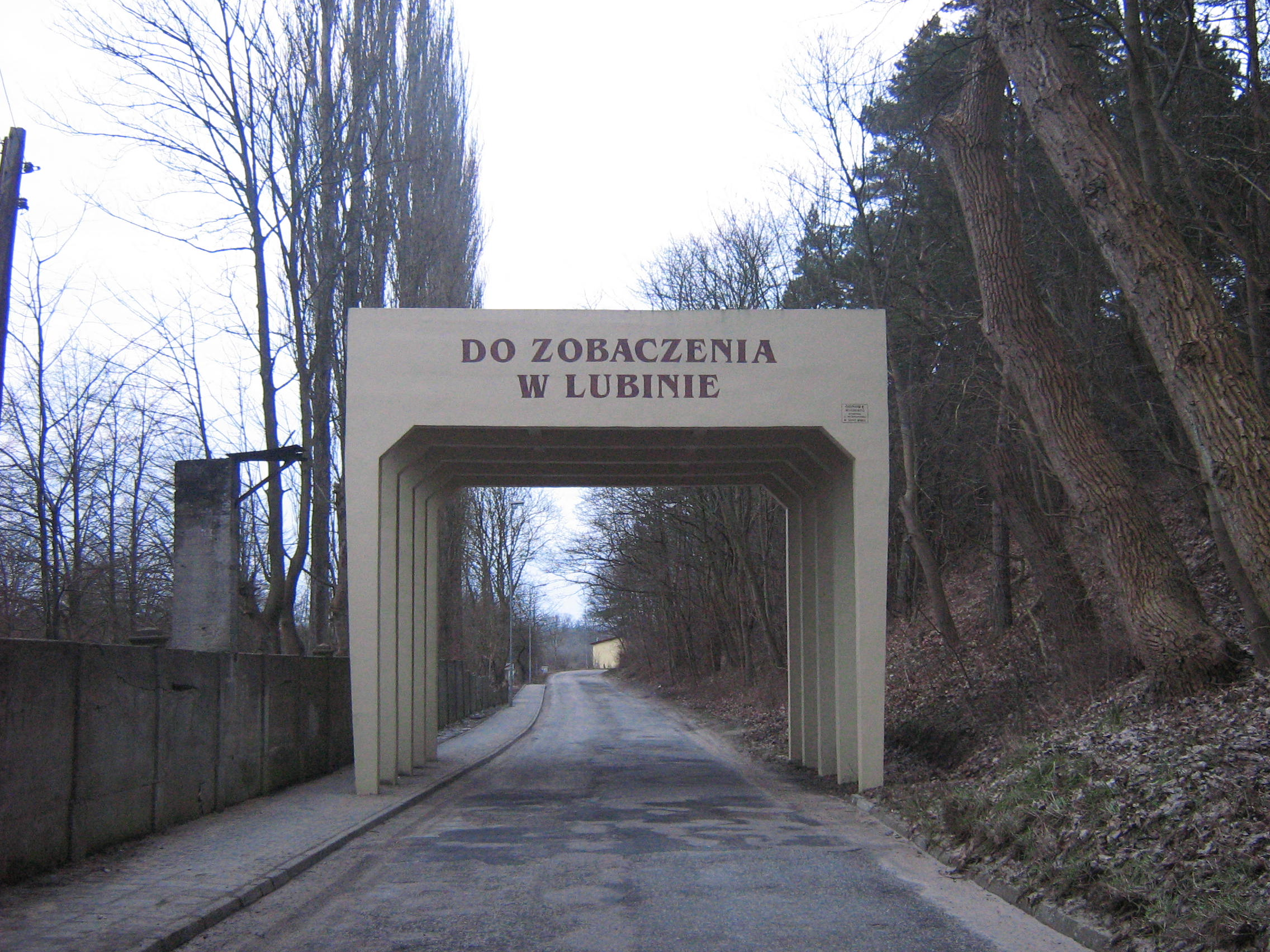
Wiadukt transportowy skały kredowej z kopalni w Wapnicy do cementowni

## Cementownia
W XIX w. w Lubinie Johannes Quistorp założył wytwórnię cementu portlandzkieggo Lebbin. Cementownia znajdowała się w Lubinie nad brzegiem północnej zatoki Zalewu Szczecińskiego – jeziora Wicko Małe, a kopalnia kredy w sąsiedniej Wapnicy na północnym zboczu Piaskowej Góry. Lokalne złoża i wykorzystanie surowca dostarczaniego z Rugii pozwoliło na produkcję cementu o najwyższej jakości, używanego głównie w przemyśle zbrojeniowym. Cement ten był wykorzystywany między innymi do budowy żelbetowych tankowców w stoczni koło Ognicy (dawna stocznia PPDiUR „Odra”) w ostatnich latach wojny. Dodatkowo eksportowano go do państw skandynawskich i wysyłano do Gdyni. 
Quistorp, jako pierwszy z pruskich kapitalistów, na początku ery industrializacji zadbał o potrzeby socjalne swoich pracowników. Stworzył w Lubinie „robotniczy instytut edukacyjny” oraz założył stowarzyszenie nabywców (niem. Einkaufsverein), dwuklasową wiejską szkołę i sierociniec. Zapewnił również 150 mieszkań firmowych, dom wdowi, bibliotekę i salę klubową. 
W marcu 1945 produkcja w zakładzie została zakończona z powodu braku surowców. Od lat 50. XX w. dawne wyrobisko mieści Jezioro Turkusowe powstałe wskutek podjęcia decyzji o zaniechaniu wydobycia skały z przyczyn ekonomicznych, wyłączenia pomp osuszających i stopniowego napełnienia się wodami podskórnymi.

## Ludzie związani z Lubinem
- Jerzy Porębski – oceanograf, pieśniarz, wykonawca szant i autor piosenek o tematyce morskiej, publicysta, rybak i żeglarz, animator ruchu szantowego w Polsce.